# Наримацу, Дайсукэ
Дайсукэ Наримацу (яп. 成松 大介; род. 24 декабря 1989, Кумамото) — японский боксёр, представитель полулёгкой, лёгкой и первой полусредней весовых категорий. Выступает за национальную сборную Японии по боксу с 2012 года, бронзовый призёр Азиатских игр, обладатель бронзовой медали чемпионата Азии, победитель и призёр многих турниров международного значения, участник летних Олимпийских игр в Рио-де-Жанейро.

## Биография
Дайсукэ Наримацу родился 24 декабря 1989 года в префектуре Кумамото, Япония.
Заниматься боксом начал в 2005 году, тренировался в городе Вако в Школе физической подготовки Сил самообороны Японии под руководством Ёсиюки Хирано.
Впервые заявил о себе в 2009 году, став серебряным призёром чемпионата Японии — в решающем поединке полулёгкой весовой категории уступил Сатоси Симидзу. В следующих двух сезонах был уже лучшим в зачёте национального первенства.
Будучи одним из лучших боксёров страны в лёгком весе, пытался пройти отбор на Олимпийские игры 2012 года в Лондоне, однако на Азиатском олимпийском квалификационном турнире в Астане на стадии полуфиналов потерпел поражение от филиппинца Чарли Суареса и не смог получить олимпийскую лицензию.
В 2013 году в четвёртый раз подряд выиграл японское национальное первенство. Попав в основной состав японской национальной сборной, выступил на чемпионате Азии в Аммане, проиграв в четвертьфинале тайцу Сайлому Ади, и на чемпионате мира в Алма-Ате, где был остановлен венесуэльцем Луисом Арконом.
В 2015 году одержал победу на Кубке президента в Палембанге, побывал на азиатском первенстве в Бангкоке, откуда привёз награду бронзового достоинства, выигранную в лёгком весе — в полуфинале проиграл казаху Закиру Сафиуллину. Боксировал также и на мировом первенстве в Дохе, но здесь попасть в число призёров не смог, остановился уже в 1/8 финала.
На Олимпийском квалификационном турнире Азии и Океании в Цяньане сумел дойти до полуфинала, выиграв у всех соперников по турнирной сетке кроме монгола Доржнямбуугийна Отгондалая — тем самым удостоился права защищать честь страны на летних Олимпийских играх 2016 года в Рио-де-Жанейро. На Играх в стартовом поединке категории до 60 кг раздельным решением судей выиграл у венесуэльца Луиса Кабреры, но затем в 1/8 финала единогласным решением потерпел поражение от американца Карлоса Бальдераса.
После Олимпиады в Рио Наримацу остался в составе боксёрской команды Японии на ещё один олимпийский цикл и продолжил принимать участие в крупнейших международных турнирах. Так, в 2017 году он поднялся в первый полусредний вес, в очередной раз стал чемпионом страны, выступил на международном турнире в Бангкоке.
В 2018 году победил на Кубке Акиры Яманэ в Миядзаки, завоевал бронзовую медаль на Азиатских играх в Джакарте, уступив в полуфинале представителю Узбекистана Икболжону Холдарову, выступил на Кубке президента в Астане, вновь выиграл японское национальное первенство.
На чемпионате мира 2019 года в Екатеринбурге дошёл до 1/8 финала.